# 人を呪わば穴二つ
人を呪わば穴二つ（ひとをのろわばあなふたつ）は、平安時代からのことわざ。

## 概要
他人に害を与えようとするならば、結局は自分も同じように害を受けるということのたとえ。他人を呪って殺そうとするならば、自分もその報いで殺されるということであり、自分も殺されることになるから墓穴が2つ必要になるということである。この言葉は他人のことを悪く言ったり害を与えようとしている人に対して戒めとして用いられている。他人を呪うという行為は他人を恨むことであり恨むということは憎い相手に災いが降りかかるように願うという負の感情を含むものであり、このような負の感情はやがて自分の肉体や精神に悪影響を与えることにもなるため、現代においても人を呪わば穴二つということわざには現実味がある。

## 由来
この言葉は平安時代の陰陽師が由来である。天文学などをよく知る陰陽師は吉凶を占ったり地相を診たりするのが役割であったが、後に怨霊を沈めることのできる呪術師としての地位を確立していく。このようになった陰陽師は、戦争が行われるようになれば、その当時の権力者は陰陽師に呪術を依頼していた。この時に陰陽師は、敵を呪い殺したならば自分も同じように呪い殺される可能性があるとして墓穴を2つ用意させていた。このことから、「人を呪わば穴二つ」といわれるようになった。